# Rhithrodytes sexguttatus
Rhithrodytes sexguttatus är en skalbaggsart som först beskrevs av Aubé 1838.  Rhithrodytes sexguttatus ingår i släktet Rhithrodytes och familjen dykare. Inga underarter finns listade i Catalogue of Life.